# Чапаевец
Чапаевец — хутор в Среднеахтубинском районе Волгоградской области России. Входит в состав Суходольского сельского поселения.

## География
Хутор расположен возле множества озёр-стариц: Большая Невидимка и Малая Невидимка, Спорное, Широкогорлое
Уличная сеть
- ул. Придорожная, ул. Речная, ул. Садовая

Географическое положение
Расстояние до:
районного центра Средняя Ахтуба: 14 км.
областного центра Волгоград: 29 км.
Ближайшие населённые пункты
Маляевские Дачи 3 км, Шумроватый 3 км, Невидимка 3 км, Суходол 4 км, Репино 5 км, Кочетково 6 км, Красный 6 км, Сотов 6 км Светлоярский район Максима Горького 7 км, Булгаков 7 км, Ясная Поляна 7 км, Первомайский 8 км, Каширин 9 км, Пламенка 9 км, Стахановец 9 км, Вязовка 9 км, Куйбышев 10 км, Кривуша 10 км, Громки 10 км, Красный Сад 10 км, Калинина 10 км

## Население
| 2010 |
| ---- |
| 205  |